# ゴマチョウチョウウオ
ゴマチョウチョウウオ（胡麻蝶蝶魚、学名：Chaetodon citrinellus）はスズキ目チョウチョウウオ科に分類される魚類の一種。種小名は体色から「檸檬色」を意味する。和名と英名は、本種の斑点に由来する。

## 形態
- 全長13cm[2]。

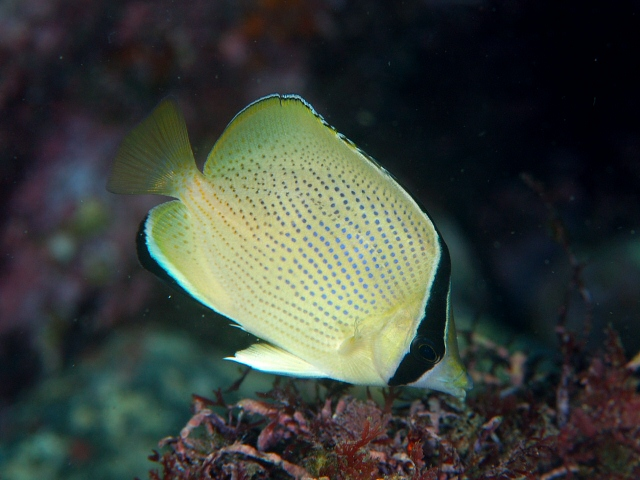
幼魚

- 体色は薄いレモン色で、体側に細かい斑点を持つ。（斑点は全体に青みがかるが、臀鰭付近ではオレンジ色を帯びる。）
- 黒色横帯が眼を横切っており、臀鰭下部の縁にはこの種に特有の太い黒帯がある。

よく似た種

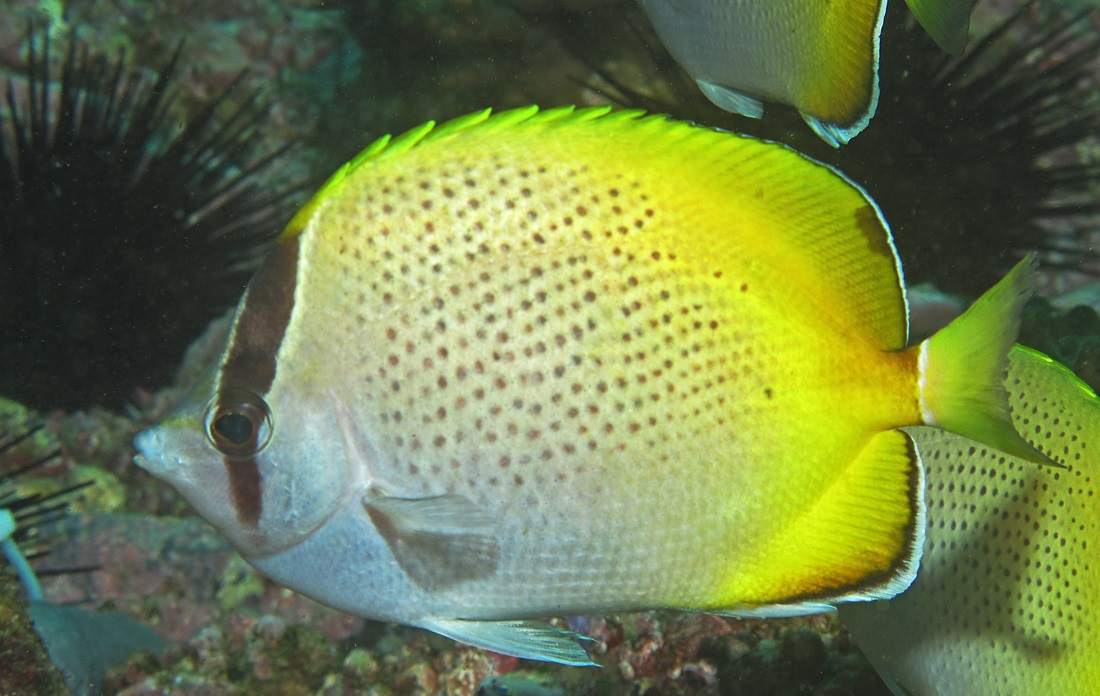
コクテンカタギ

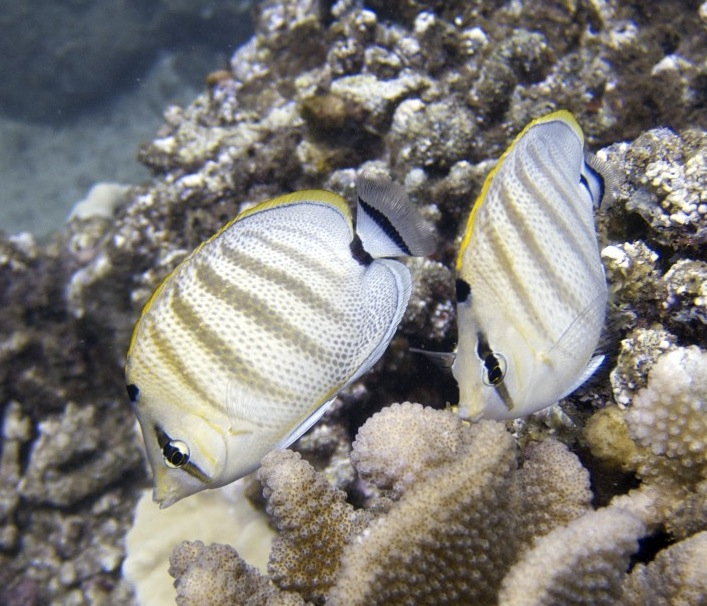
コガネチョウチョウウオ

よく似た種としてコクテンカタギ・コガネチョウチョウウオがいる。
コクテンカタギとは、臀鰭の黒帯で識別が可能である。
コガネチョウチョウウオはハワイの固有種である。体色は白っぽいレモン色で体側に細かい斑点状の横帯が数本ある。また、黒色横帯が眼を横切っており、その上には黒点がある。臀鰭下部の縁には太い白帯。尾の付け根と尾に黒い横帯がある。

## 生態
雑食で、サンゴのポリプやホヤなどの底生小動物、藻類を食べる。
熱帯や亜熱帯の水深2-35mのサンゴ礁や岩礁域に生息し、単独から数十匹の群れで行動する。幼魚は枝状のサンゴのまわりで見られる。夜になると、模様ががらりと変わる。背びれ付近が黒くなり、白く目立つ大きな斑がでる。

## 分布
中部太平洋、インド洋。北限は千葉県、南限はオーストラリアニューサウスウェールズ州。日本国内ではあまり見られない。

## 人とのかかわり
観賞魚として流通している。大人しい性格のため気が強い個体とはいっしょにできない。冷凍餌や生餌から餌付かせる。